# Sussargues
Sussargues is een gemeente in het Franse departement Hérault (regio Occitanie). De plaats maakt deel uit van het arrondissement Montpellier. Sussargues telde op 1 januari 2022 2.817 inwoners.

## Geografie
De oppervlakte van Sussargues bedroeg op 1 januari 2022 6,48 vierkante kilometer; de bevolkingsdichtheid was toen 434,7 inwoners per km².

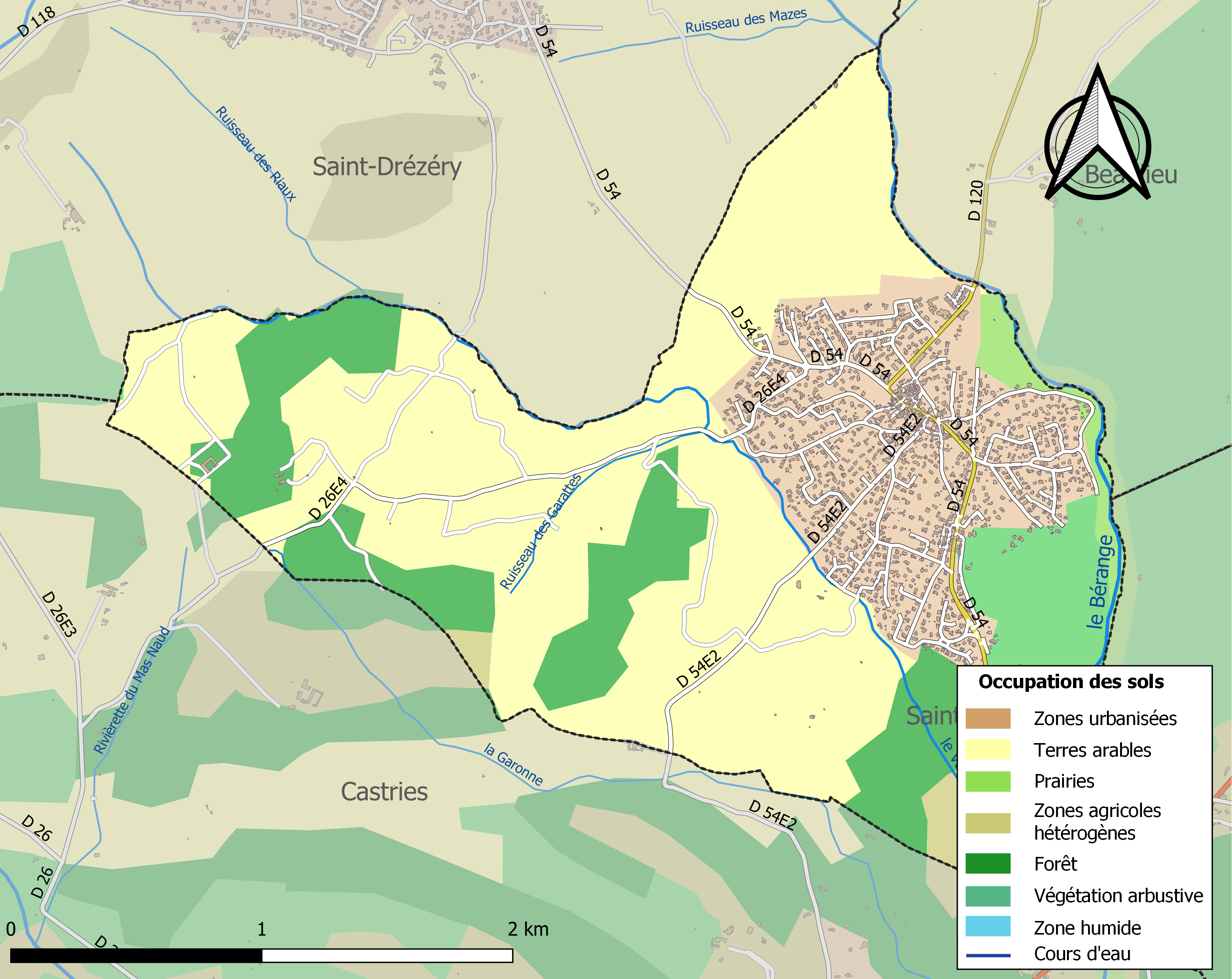
Kaart van de gemeente met belangrijkste infrastructuur, bodemgebruik en omliggende gemeenten

## Demografie
Onderstaande figuur toont het verloop van het inwonertal (bron: INSEE-tellingen).